# Die Abenteuer des jungen Indiana Jones/Episodenliste
Diese Episodenliste enthält alle Episoden der US-amerikanischen Fernsehserie Die Abenteuer des jungen Indiana Jones in der Reihenfolge ihrer US-Erstausstrahlung. Zwischen 1992 und 1993 entstanden in 2 Staffeln 28 Episoden. Zusätzlich entstanden mehrere Filme zur Serie. Die Serie wurde in der laufenden zweiten Staffel von ABC eingestellt, wobei vier produzierte Episoden nicht ausgestrahlt wurden.

## Ursprüngliche Editierung

### Staffel 1
Die Abenteuer des jungen Indiana Jones feierte am 4. März 1992 auf ABC mit einer Episode in Spielfilmlänge Premiere.
| Nr. (ges.) | Nr. (St.) | Deutscher Titel                     | Originaltitel                                                                      | Erstausstrahlung Vereinigte Staaten | Deutschsprachige Erstausstrahlung (D) | Regie                     | Drehbuch                           |
| --- | --------- | ----------------------------------- | ---------------------------------------------------------------------------------- | ----------------------------------- | ------------------------------------- | ------------------------- | ---------------------------------- |
| 1 | 1         | Der Fluch der Mumie                 | Young Indiana Jones and the Curse of the Jackal Egypt, May 1908 Mexico, March 1916 | 4. März 1992                        | 27. Nov. 1992                         | Jim O’Brien, Carl Schultz | George Lucas, Jonathan Hales       |
| Old Indy erzählt zwei Jugendlichen, wie er als neunjähriger Junge mit seinem Vater verreiste und als 17-Jähriger mit seinem Cousin zur Grenze nach Mexiko ging, um sich zu vergnügen. Dort wurde Indy entführt und begegnete Remy. Später kam er noch einem Mörder auf die Schliche. |           |                                     |                                                                                    |                                     |                                       |                           |                                    |
| 2 | 2         | Der Osteraufstand, Kampf der Frauen | Love’s Sweet Songs – Ireland & London, May 1916                                    | 11. März 1992                       | 29. Nov. 1992                         | Carl Schultz              | George Lucas, Rosemary Anne Sisson |
| Old Indy erzählt seinem Finanzberater, wie er und Remy sich während des Suffragettenaufstands in London für das Militär meldeten und er sich verliebte. Gastdarsteller: Elizabeth Hurley als Vicky Prentiss.                                                                         |           |                                     |                                                                                    |                                     |                                       |                           |                                    |
| 3 | 3         | Schüsse im Garten Eden              | British East Africa, September 1909                                                | 18. März 1992                       | 6. Dez. 1992                          | Carl Schultz              | George Lucas, Matthew Jacobs       |
| Indy erzählt, wie er mit zehn Jahren auf Präsident Theodore Roosevelt traf. |           |                                     |                                                                                    |                                     |                                       |                           |                                    |
| 4 | 4         | Felder des Todes                    | Verdun, September 1916                                                             | 25. März 1992                       | 20. Dez. 1992                         | Rene Manzor               | George Lucas, Jonathan Hensleigh   |
| Old Indy erzählt in einem Flugzeug, wie Indy und Remy in Verdun ankamen und den Schrecken des Krieges hautnah miterlebten. |           |                                     |                                                                                    |                                     |                                       |                           |                                    |
| 5 | 5         | Am Todesfluß                        | German East Africa, December 1916                                                  | 1. Apr. 1992                        | 25. Dez. 1992                         | Simon Wincer              | George Lucas, Frank Darabont       |
| Indy erzählt einem Mann in einem Krankenhaus, wie er und Remy sich nach der Schlacht um Verdun als Soldaten in Ostafrika gemeldet hatten und auf eine gefährliche Mission geschickt wurden.                                                                                          |           |                                     |                                                                                    |                                     |                                       |                           |                                    |
| 6 | 6         | Der Urwalddoktor                    | Congo, January 1917                                                                | 8. Apr. 1992                        | 26. Dez. 1992                         | Simon Wincer              | George Lucas, Frank Darabont       |
| Indy und Remy mussten zurück zu ihrer Einheit. Auf dem Weg wurden sie krank, jedoch von Albert Schweitzer gerettet. Gastdarsteller: Friedrich von Thun als Albert Schweitzer. |           |                                     |                                                                                    |                                     |                                       |                           |                                    |

### Staffel 2
| Nr. (ges.) | Nr. (St.) | Deutscher Titel                                                                   | Originaltitel                                                                              | Erstausstrahlung Vereinigte Staaten                   | Deutschsprachige Erstausstrahlung (D) | Regie             | Drehbuch                           |
| --- | --------- | --------------------------------------------------------------------------------- | ------------------------------------------------------------------------------------------ | ----------------------------------------------------- | ------------------------------------- | ----------------- | ---------------------------------- |
| 7 | 1         | Im Auftrag seiner Majestät                                                        | Austria, March 1917                                                                        | 21. Sep. 1992                                         | 27. Dez. 1992                         | Vic Armstrong     | George Lucas, Frank Darabont       |
| Old Indy erzählt einer Postbotin, wie er 1917 zwei Prinzen nach Österreich brachte, um dem Ersten Weltkrieg ein schnelles Ende zu bereiten. Historischer Hintergrund: In dieser Folge versuchte Indy den Sixtus-Brief von Österreich zurück nach Frankreich zu bringen. Gastdarsteller: Christopher Lee als Ottokar Theobald Graf Czernin von und zu Chudenitz. |           |                                                                                   |                                                                                            |                                                       |                                       |                   |                                    |
| 8 | 2         | Die Schlacht an der Somme 1                                                       | Somme, Early August 1916                                                                   | 28. Sep. 1992                                         | 3. Jan. 1993                          | Simon Wincer      | George Lucas, Jonathan Hensleigh   |
| Ausgerechnet als die Schlacht an der Somme begann, landeten Indy und Remy dort. Ihre Einheit war einem ehrgeizigen Franzosen unterstellt, der in die Geschichte eingehen wollte. Am Ende wurde Indy von den Deutschen gefangen genommen. |           |                                                                                   |                                                                                            |                                                       |                                       |                   |                                    |
| 9 | 3         | Die Ausbrecherkönige 1                                                            | Germany, Mid-August 1916                                                                   | 5. Okt. 1992                                          | 24. Jan. 1993                         | Simon Wincer      | George Lucas, Jonathan Hensleigh   |
| Indy lernte im Gefangenenlager einen jungen Franzosen namens Charles de Gaulle kennen, mit dem er fliehen will. |           |                                                                                   |                                                                                            |                                                       |                                       |                   |                                    |
| 10 | 4         | Der Eunuch von Barcelona                                                          | Barcelona, May 1917                                                                        | 12. Okt. 1992                                         | 17. Jan. 1993                         | Terry Jones       | George Lucas, Gavin Scott          |
| Als Agent für die Alliierten sollte Indy Spanien dazu bringen, in den Ersten Weltkrieg einzutreten, doch dies war keine leichte Aufgabe für ihn und seine neuen Freunde. Gastdarsteller: Terry Jones als Marcello, Timothy Spall als Cunningham. |           |                                                                                   |                                                                                            |                                                       |                                       |                   |                                    |
| 11 | 5         | Der Junge mit dem Saxophon (auch: Der Saxophonspieler) Gangsterkrieg in Chicago 2 | Young Indiana Jones and the Mystery of the Blues, Chicago, April 1920, Chicago, May 1920 2 | 13. März 1993                                         | 14. Februar 1995 15. Februar 1995 2   | Carl Schultz      | Jule Selbo                         |
| Indy ging ans College in Chicago, wo er mit seinem Freund Eliot Ness studierte. Doch anstatt zu lernen, tummelte sich Indy nachts in Lokalen und arbeitete mittags als Kellner. Dort hatte er Sidney Bechet kennen gelernt, der Indy den Jazz beibringt. So traf er auch Louis Armstrong. Als Indys Chef ermordet wurde, macht er sich mit Eliot Ben Hecht und Ernest Hemingway auf den Weg, um Al Capone und John Torrio zu fangen. Allerdings wurde er von korrupten Polizisten gestört. Gastdarsteller: Harrison Ford tritt hier als Erzähler der Rahmenhandlung als 51-jähriger Indiana Jones auf, Jeffrey Wright als Sidney Bechet. |           |                                                                                   |                                                                                            |                                                       |                                       |                   |                                    |
| 12 | 6         | Das Traumauto                                                                     | Princeton, February 1916                                                                   | 20. März 1993                                         | 9. März 1995                          | Joe Johnston      | Matthew Jacobs                     |
| Als Indy im Jahr 1916 mit seinem Vater in Princeton lebte, wurden aus dem Labor von Thomas Alva Edison ein geheimer Plan und der Plan einer Autobatterie gestohlen. Sofort machten sich Indy und seine Freundin Nancy auf dem Weg, die Diebe zu fangen. |           |                                                                                   |                                                                                            |                                                       |                                       |                   |                                    |
| 13 | 7         | Geburtstag in St. Petersburg                                                      | Petrograd, July 1917                                                                       | 27. März 1993                                         | 7. Feb. 1993                          | Simon Wincer      | George Lucas, Gavin Scott          |
| Indy wurde von den Alliierten nach Russland geschickt, um zu verhindern, dass es nach Absetzung des Zaren in Anarchie versank. Doch sein Auftrag drohte zu scheitern, als er sich mit Bolschewiken anfreundete. |           |                                                                                   |                                                                                            |                                                       |                                       |                   |                                    |
| 14 | 8         | Drei Herzensdamen Skandal am Broadway 2                                           | Young Indiana Jones and the Scandal of 1920 New York, June 1920, New York, July 1920 2     | 3. Apr. 1993                                          | 16. Februar 1995 17. Februar 1995 2   | Syd Macartney     | Jonathan Hales                     |
| Indy kam 1920 in New York an den Broadway, wo er den jungen George Gershwin kennenlernte. Durch unglückliche Situationen geriet Indy in eine Romanze mit der Geliebten seines Chefs. |           |                                                                                   |                                                                                            |                                                       |                                       |                   |                                    |
| 15 | 9         | Die Prinzessin auf dem Eis                                                        | Vienna, November 1908                                                                      | 10. Apr. 1993                                         | 31. Jan. 1993                         | Bille August      | George Lucas, Matthew Jacobs       |
| Auf der Reise mit seiner Familie gelang Indy nach Österreich. Dort verliebte er sich in Prinzessin Sophie, die Tochter von Erzherzog Franz Ferdinand. Bis auf Sigmund Freud, Carl Jung und Alfred Adler riet ihm sein gesamtes Umfeld, seine Gefühle zu unterdrücken. |           |                                                                                   |                                                                                            |                                                       |                                       |                   |                                    |
| 16 | 10        | Giulietta und die Kavaliere                                                       | Northern Italy, June 1918                                                                  | 17. Apr. 1993                                         | 20. Feb. 1995                         | Bille August      | Jonathan Hales                     |
| Als Indy 1918 nach Italien reiste, verliebte er sich in eine junge Italienerin und lernte Ernest Hemingway kennen, den er um Rat bat, wie er ihr Herz erobern könne. |           |                                                                                   |                                                                                            |                                                       |                                       |                   |                                    |
| 17 | 11        | Indiana Jones und der Geisterzug des Todes 2                                      | Young Indiana Jones and the Phantom Train of Doom/ German East Africa, November 1916 2     | 5. Juni 1993                                          | 27. Jan. 1995                         | Peter MacDonald   | Frank Darabont                     |
| Indy und Remy lassen den Ersten Weltkrieg in Europa hinter sich und werden an den Kriegsschauplatz Ostafrika versetzt. Im Hafen von Mombasa in Britisch-Ostafrika, dem heutigen Kenia, angekommen, sollen sie mit der Uganda-Bahn zu ihrer belgischen Einheit an den Viktoriasee fahren, nehmen jedoch mehrfach den falschen Zug und stoßen schließlich zu einer britischen Freiwilligeneinheit, die ausschließlich aus alten Männern besteht und unter dem Kommando von Captain Frederick Courteney Selous stehen. Selous hat den Auftrag ein Spezialteam zusammenzustellen und damit zu General Sparks zu stoßen, der an der Küste unter Belagerung durch die Deutschen steht. Als sie erfahren, dass Indy fließend Deutsch spricht, nehmen sie ihn und Remy mit. Am Strand angekommen eröffnet General Sparks, dass seine Truppen aus dem Hinterland von einer Art Wunderwaffe angegriffen werden, deren Geschosskrater 40 Meter breit sind, groß genug für eine Schiffskanone – tatsächlich aber erfolgen die Schüsse aus dem Hinterland. Selous Männer sind sich sicher, dass die Deutschen eine 38-cm-Schnelladekanone L/45 auf einen Eisenbahnzug montiert haben und bekommen den Auftrag, den Zug zu finden und auszuschalten. Indy ist gezwungen mitzukommen. Schließlich finden sie das Eisenbahngeschütz, das in einer in den Berg geschlagenen Höhle versteckt wird. Da der Zeitzünder versagt, müssen sie noch einmal auf den Zug, der die Höhle bereits wieder verlässt, zurück. Aufgrund eines Fehlers von Indy explodiert der Sprengstoff nicht, woraufhin Indy sich entschließt den Zug stattdessen den Deutschen zu stehlen, doch werden sie von den Deutschen gestoppt. Captain Selous, einem meisterhaften Scharfschützen, gelingt es die Kanone schließlich doch zu zerstören, indem er aus der Entfernung das Dynamit mit einem Gewehrschuss trifft. Siegreich kehren die Helden zu General Sparks zurück. |           |                                                                                   |                                                                                            |                                                       |                                       |                   |                                    |
| 18 | 12        | Der Osteraufstand                                                                 | Ireland, April 1916                                                                        | 12. Juni 1993                                         | 8. Feb. 1995                          | Gillies MacKinnon | Jonathan Hales                     |
| Am Vorabend des Osteraufstands kamen Indy und Remy nach Irland. Indy jobbte in einer Kneipe und erfuhr von den Problemen der Irish Volunteers. |           |                                                                                   |                                                                                            |                                                       |                                       |                   |                                    |
| 19 | 13        | Das gefälschte Meisterwerk                                                        | Paris, September 1908                                                                      | 19. Juni 1993                                         | 21. Feb. 1993                         | René Manzor       | George Lucas, Reg Gadney           |
| Zusammen mit dem jungen Norman Rockwell begegnete Indy in Paris Edgar Degas und Pablo Picasso. |           |                                                                                   |                                                                                            |                                                       |                                       |                   |                                    |
| 20 | 14        | Die Nadeln des Doktor Wen Chiu                                                    | Peking, March 1910                                                                         | 26. Juni 1993                                         | 14. Feb. 1993                         | Gavin Millar      | George Lucas, Rosemary Anne Sisson |
| Auf einer Reise mit Miss Seymour und seiner Mutter erkrankte Indy an einer Seuche. Solange kein Arzt verfügbar war, kümmerte sich ein alter chinesischer Heiler um ihn. |           |                                                                                   |                                                                                            |                                                       |                                       |                   |                                    |
| 21 | 15        | Die Lehren des Krishnamurti                                                       | Benares, January 1910                                                                      | 3. Juli 1993                                          | 28. Feb. 1993                         | Deepa Mehta       | George Lucas, Jonathan Hensleigh   |
| Während des Aufenthalts der Familie Jones in Indien lernte Indy den jungen Krishnamurti kennen, der von einer Sekte zum Lehrer der neuen Welt ausgerufen wurde. Dieser Junge erklärt Indy die Geheimnisse der Theosophie. |           |                                                                                   |                                                                                            |                                                       |                                       |                   |                                    |
| 22 | 16        | Mata Hari                                                                         | Paris, October 1916                                                                        | 10. Juli 1993                                         | 10. Jan. 1993                         | Nicolas Roeg      | George Lucas, Carrie Fisher        |
| In Paris im Jahre 1916 begegnete Indy Mata Hari, mit der er seine erste sexuelle Erfahrung erlebte. Doch dieser Affäre folgten einige Probleme. |           |                                                                                   |                                                                                            |                                                       |                                       |                   |                                    |
| 23 | 17        | Der Wolf von Istanbul                                                             | Istanbul, September 1918                                                                   | 17. Juli 1993                                         | 6. Feb. 1995                          | Mike Newell       | Rosemary Anne Sisson               |
| Kurz vor Kriegsende führte eine Spionagemission Indy nach Istanbul. Dort verliebte er sich in die hübsche Molly, doch sie durfte von seiner Geheimidentität nichts erfahren. |           |                                                                                   |                                                                                            |                                                       |                                       |                   |                                    |
| 24 | 18        | Der bittere Sieg                                                                  | Paris, May 1919                                                                            | 24. Juli 1993                                         | 14. März 1995                         | David Hare        | Jonathan Hales                     |
| Indy kam 1919 nach Versailles, wo er bei der Unterzeichnung des gleichnamigen Vertrages verfolgte. Doch er ahnte, dass dieser Vertrag der Auftakt für einen noch schlimmeren Krieg sein würde. Gastdarsteller: Kai Wiesinger als Jurgen (Mitglied der deutschen Delegation). |           |                                                                                   |                                                                                            |                                                       |                                       |                   |                                    |
| 25 | 19        | Verbotene Gefühle 4                                                               | Florence, May 1908 3                                                                       | nicht ausgestrahlt 3 (17. Oktober 1993 in Schweden)   | 15. März 1995                         | Mike Newell       | Kule Selbo                         |
| Auf der Reise der Jones’ durch die Toskana verliebte sich Giacomo Puccini in Indys Mutter, was zu einem großen Problem wurde. |           |                                                                                   |                                                                                            |                                                       |                                       |                   |                                    |
| 26 | 20        | Kein Anschluss unter dieser Nummer 4                                              | Prague, August 1917 3                                                                      | nicht ausgestrahlt 3 (13. Dezember 1993 in Schweden)  | 8. März 1995                          | Robert Young      | Gavin Scott                        |
| 1917 war Indy in Prag: Während er darauf wartete einen neuen Telefonanschluss zu bekommen, freundete er sich mit Franz Kafka an. |           |                                                                                   |                                                                                            |                                                       |                                       |                   |                                    |
| 27 | 21        | Die Brunnen von Beerscheba (Beʾer Scheva)                                         | Palestine, October 1917 3                                                                  | nicht ausgestrahlt 3 (21. November 1993 in Schweden)  | 3. Feb. 1995                          | Simon Wincer      | Frank Darabont                     |
| Im dritten Kriegsjahr wurde Indy als Agent nach Beʾer Scheva geschickt. Dort sollte er ein paar Brunnen vor der Zerstörung bewahren, damit die australische Einheit, wenn sie ankommt, auch Wasser zum Trinken hat. Gastdarsteller: Daniel Craig als deutscher Offizier Schiller und Catherine Zeta-Jones als Spionin. |           |                                                                                   |                                                                                            |                                                       |                                       |                   |                                    |
| 28 | 22        | Der Fürst des Schreckens                                                          | Transylvania, January 1918 3                                                               | nicht ausgestrahlt 3 (7. Februar 1995 in Deutschland) | 7. Feb. 1995                          | Dick Maas         | Jonathan Hensleigh                 |
| Indy sollte das Verschwinden von Agenten in Transsilvanien untersuchen. Diese wurden, wie sich später herausstellt, von General Targo entführt. Bei seiner Suche gelangte Indy auch zur Burg eines Vampirs, nämlich die von Vlad Țepeș. |           |                                                                                   |                                                                                            |                                                       |                                       |                   |                                    |

### Fernsehfilme
Nach dem Absetzen der Serie durch ABC produzierte The Family Channel zwischen 1994 und 1996 insgesamt vier Fernsehfilme.
| Nr. | Deutscher Titel                                | Originaltitel | Erstausstrahlung Vereinigte Staaten | Regie                        | Drehbuch                                        |
| --- | ---------------------------------------------- | --- | ----------------------------------- | ---------------------------- | ----------------------------------------------- |
| 1 | Indiana Jones und die Verrückten von Hollywood | Young Indiana Jones and the Hollywood Follies/ Hollywood, August 1920                                               | 15. Okt. 1994                       | Michael Schultz              | Jonathan Hales, Matthew Jacobs                  |
| Indy bekam nach seiner Entlassung am Broadway den Auftrag, den extrovertierten Erich von Stroheim zu stoppen, doch dieser kämpfte mit unfairen Mitteln. Nachdem er an von Stroheim gescheitert war, wurde Indy Schauspieler in einem Western von John Ford. Unterstützt wurden die beiden von der Westernlegende Wyatt Earp. Gastdarsteller: Anne Heche als Kate Rivers. |                                                | |                                     |                              |                                                 |
| 2 | Indiana Jones und der Diamant im Pfauenauge    | Young Indiana Jones and the Treasure of the Peacock’s Eye/ London/Egypt, November 1919 South Pacific, November 1919 | 15. Jan. 1995                       | Carl Schultz                 | Jule Selbo                                      |
| Indy und Remy wollten nach dem Ende des Ersten Weltkrieges ein letztes Abenteuer bestehen: Alexander der Große versteckte einen Diamanten, den sie suchen sollten. Indy und Remy hatten das Kästchen mit dem Diamanten gefunden. Doch sie waren auf eine Insel mit „Eingeborenen“ geraten, die sie gefangen genommen haben. Und sie trafen auf Bronislaw Malinowski. Doch der Diamant drohte ihre Freundschaft zu zerstören.                                                                                   |                                                | |                                     |                              |                                                 |
| 3 | Indiana Jones und der Rote Baron               | Young Indiana Jones and the Attack of the Hawkmen/ Ravenelle, Germany 1917 Ahlgorn, Germany 1917                    | 8. Okt. 1995                        | Ben Burtt                    | Matthew Jacobs, Rosemary Anne Sisson, Ben Burtt |
| Indy und Remy meldeten sich als Spione für die Franzosen. Getrennt von seinem Freund ging Indy zu einem Fliegerkommando. Während eines Fluges wurde er von den Deutschen abgeschossen und gefangen genommen und traf auf Manfred von Richthofen, den Roten Baron. Indy konnte entkommen und bekam den Auftrag, Anthony Fokker dazu zu bringen, für Frankreich zu arbeiten. Doch da tauchte sein alter Feind, der Rote Baron, wieder auf.                                                                       |                                                | |                                     |                              |                                                 |
| 4 | Indiana Jones und die Reise mit Dad            | Young Indiana Jones and the Travels with Father/ Russia, 1910 Athens, 1910                                          | 16. Juni 1996                       | Michael Schultz, Deepa Mehta | Frank Darabont, Matthew Jacobs, Jonathan Hales  |
| 1910 auf der Reise der Familie Jones erreichte Indy Russland. Als er auf sein Zimmer geschickt wurde, floh er heimlich und traf so auf Leo Tolstoi. Indy, der wieder bei seiner Familie war, reiste mit seinem Vater nach Griechenland in ein Kloster. Währenddessen befand sich Anna Jones mit der kranken Miss Seymour an einen anderen Ort. Als Indy und sein Vater mit dem Fahrstuhl vom Kloster auf einem Berg herunterfahren möchten, blieb der Aufzug stecken und löste sich in seine Bestandteile auf. |                                                | |                                     |                              |                                                 |

#### Mitgedrehte Episoden
Zusätzlich wurden mit den Fernsehfilmen noch vier weitere Einzelfolgen gedreht, die erst im Rahmen der für die Wiederveröffentlichung erfolgten Neueditierung der Folgen der ersten beiden Staffeln veröffentlicht wurde.
| Nr. | Titel                   | Zusammenfassung | Anmerkungen                                                                                                  |
| --- | ----------------------- | --- | --- |
| 1   | Tangiers, 1908          | Kurz nach seinem Abenteuer in Ägypten (vgl. Folge 1.01) fuhr Indy mit seiner Familie nach Tanger.                                                                  | Wurde mit Folge 1.01 zu Mein erstes Abenteuer kombiniert und so als filmlange Episode veröffentlicht.        |
| 2   | Morocco, 1917           | Nachdem Indy von seiner Geliebten in Italien enttäuscht wurde (vgl. Folge 2.10), ging er zur Fremdenlegion nach Marokko, um dort einen Doppelagenten zu enttarnen. | Wurde mit Folge 2.10 zu Liebe und Fremdenlegion kombiniert und so als filmlange Episode veröffentlicht.      |
| 3   | Palestine, October 1917 | Ergänzungen zur Folge 2.21 Die Brunnen von Beʾer Scheva | Wurde mit Folge 2.21 zu Die Wüstenteufel kombiniert und so als filmlange Episode veröffentlicht.             |
| 4   | Princeton, July 1919    | Indy kehrte zu seinem Vater zurück und begegnete Nancy. Mit seinem Vater unterhielt er sich über den Krieg.                                                        | Wurde mit der Folge 2.18 zu Der Wind der Veränderung kombiniert und so als filmlange Episode veröffentlicht. |

## Internationale Abweichungen
In einigen Ländern wurden bestimmte Episoden aufgetrennt oder unter anderem Titel zusammengesetzt.
| Titel                                    | Original-Titel                                   | Deutscher Titel           |
| ---------------------------------------- | ------------------------------------------------ | ------------------------- |
| Young Indiana Jones and the Great Escape | Somme, Early August 1916                         | Die Schlacht an der Somme |
| Young Indiana Jones and the Great Escape | Germany, Mid-August 1916                         | Die Ausbrecherkönige      |
| Chicago, April 1920                      | Young Indiana Jones and the Mystery of the Blues | Der Saxophonspieler       |
| Chicago, May 1920                        | Young Indiana Jones and the Mystery of the Blues | Gangsterkrieg in Chicago  |
| New York, June 1920                      | Young Indiana Jones and the Scandal of 1920      | Drei Herzensdamen         |
| New York, July 1920                      | Young Indiana Jones and the Scandal of 1920      | Skandal am Broadway       |

## Nie gedrehte Folgen
Ursprünglich waren noch weitere Folgen geplant, die allerdings nie produziert wurden. Gerüchten zufolge soll Lucas auch einige dieser Folgen gedreht haben, aber sie wurden dennoch nie ausgestrahlt, obwohl die Titel einiger Folgen bekannt sind.
| Titel                    | Inhalt | Anmerkungen |
| ------------------------ | --- | --- |
| Princeton, May 1905      | Der junge Indy lernt Paul Robeson kennen. | |
| Jerusalem, June 1909     | Indiana Jones trifft auf Abner Ravenwood, welcher einen bedeuteten Schatz sucht.                                                                                 | Dieser Schatz ist wohl die Bundeslade, die „Indiana Jones“ in „Jäger des verlorenen Schatzes“ sucht. Abner Ravenwood wird in dem Film in diesem Zusammenhang erwähnt.                                                                     |
| Melbourne, March 1910    | Indiana Jones fliegt mit Harry Houdini in Australien in einem Ballon.                                                                                            | Ein Teil dieser Folge ist Bestandteil der Folge „Die Brunnen von Beerscheba“. |
| Titanic, 1912 1          | Indiana Jones erlebt den Untergang der Titanic. | |
| Boston, 1912 1           | Miss Seymour ist zum ersten Mal in Amerika und Indiana Jones zeigt ihr Boston, wo er von einem Piratenschatz in der Nähe erfährt.                                | |
| Egypt, 1914 1            | Indiana Jones freundet sich mit Marcus Brody an, mit dem er in Ägypten ist. Bei der Untersuchung einer Pyramide lernt Indy seinen späteren Freund Sallah kennen. | Indys Freunde Marcus Brody und Sallah spielen auch in den Kinoabenteuern Jäger des verlorenen Schatzes und Indiana Jones und der letzte Kreuzzug eine Rolle. Hier hätte man erfahren, wie die jeweiligen Freundschaften entstanden.       |
| LeHavre, June 1916       | Indiana Jones und Remy treffen während ihrer Grundausbildung Jean Renoir. Remy wird beschuldigt, ihren Ausbilder ermordet zu haben.                              | |
| Berlin, Late August 1916 | Indiana Jones, der aus dem Dusterstadt-Gefängnis entkommen ist, flieht nach Berlin.                                                                              | Etwa fünf Sekunden dieser Folge werden in der Folge „Die Ausbrecherkönige“ erzählt. |
| Bombay, April 1919       | Indiana Jones trifft auf Gandhi und Remy ist weiterhin auf der Suche nach dem Diamanten der Folge Der Diamant im Pfauenauge.                                     | |
| Buenos Aires, June 1919  | Indiana Jones kehrt nach Europa zurück. | |
| Havana, December 1919    | Indiana Jones und sein Vater schauen sich ein Baseballspiel an.                                                                                                  | |
| Honduras, December 1920  | Indiana Jones freundet sich mit dem jungen Franzosen und Diamantendieb Rene Belloq an.                                                                           | Diese Folge wäre die Vorgeschichte zu den Indiana-Jones-Romanen von Max McCoy bzw. würde zeigen, wie Indy, den ihm bereits zu Beginn des ersten Kinofilms negativ bekannten Belloq kennenlernt, der ihm in Südamerika ein Artefakt raubt. |
| Alaska, June 1921        | Indiana Jones erforscht die Eskimos. | |
| Brazil, December 1921    | Indiana Jones und Belloq treffen Percy Fawcett, mit dem sie eine längst vergessene Stadt entdecken.                                                              | Der Roman „Die Herren der toten Stadt“ weist einige Parallelen zur Handlung dieser Folge auf, wie die Entdeckung einer vergessenen Stadt oder die Suche nach Charles Fawcett.'                                                            |

## Liste der neu zusammengestellten Folgen
1996 beauftragte George Lucas T.M. Christopher, ihm zu helfen, die Serie vollständig neu zu schneiden. Dabei entstanden 22 Fernsehfilme. Auch wurde der Originaltitel der Serie in The Adventures of Young Indiana Jones geändert. Jeder Film besteht aus zwei Episoden, die auch insgesamt chronologisch geordnet wurden. Die Szenen mit einem in Erinnerung schwelgendem älteren Indiana Jones (dargestellt von George Hall) wurde bis auf Episode 20, entfernt. Die Handlung der Kinofilme Indiana Jones und der Tempel des Todes, Jäger des verlorenen Schatzes, Indiana Jones und der letzte Kreuzzug und Indiana Jones und das Königreich des Kristallschädels schließt sich chronologisch an. Die ersten drei Kinofilme wurden 1999 als Heimvideo-Neuveröffentlichung auf VHS veröffentlicht und auch offiziell als 23. bis 25. Serial angegeben.
| Nr. | Deutscher Titel                        | Originaltitel                                 | bestehend aus:                                                                                                  | Handlungszeitraum |
| --- | -------------------------------------- | --------------------------------------------- | --- | ----------------- |
| 1 | Mein erstes Abenteuer                  | My First Adventure                            | Der Fluch der Mumie /Egypt, May 1908 und (bis dahin unveröffentlicht) Tangiers, 1908                            | 1908              |
| Der Junge Henry Walton Jones, jr. wird am 1. Juli 1899 in Princeton, New Jersey geboren. Schon im Laufstall stellt er eine enge Beziehung zum Familienhund (damals noch Welpen), Indiana her. Im Alter von 9 Jahren wird Indy von seinem Vater Professor Henry Jones, sr. zusammen mit seiner Mutter auf eine Weltreise zu renommierten Universitäten mitgenommen. Bei einem kurzen Zwischenstopp in England, wo Indys Vater an der Universität Oxford selbst studiert hatte, engagiert Indys Vater für Indy die Privatlehrerin Miss Hellen Seymour. Bald geht die Reise weiter nach Ägypten zur Universität von Kairo. Als Indy mit Miss Seymour einen Ausflug macht, lernt er T. E. Lawrence (der später als „Lawrence von Arabien“ bekannt werden wird) kennen. Dieser facht sein Interesse für Archäologie (Indys späteres Fachgebiet) an und gibt ihm wertvolle Tipps, wie etwa nach Möglichkeit die Sprache seines Gastlandes zu erlernen, weil dies viele Türen öffne. Mit Mr. Lawrence nimmt Indy an einer Ausgrabung einer ägyptischen Mumie teil, deren Grab angeblich verflucht sei. Als es in der Nacht nach der Graböffnung zu einem Todesfall im Lager kommt, untersucht Indy zusammen mit Mr. Lawrence den Todesfall. Als sie aufklären konnten, dass ein Mitglied der Ausgrabungsmannschaft den Mord begangen hat um einen Grabraub zu vertuschen, reist Indy mit seinen Eltern nach Tanger weiter und führt dort sein erstes Abenteuer fort. |                                        |                                               | |                   |
| 2 | Die Leidenschaft fürs Leben            | Passion for Life                              | Das gefälschte Meisterwerk/Paris, September 1908 und Schüsse im Garten Eden/British East Africa, September 1909 | 1908/1909         |
| Zusammen mit dem jungen Norman Rockwell begegnet Indy in Paris Edgar Degas und Pablo Picasso. Mit zehn Jahren trifft Indy in Afrika auf US-Präsident und Großwildjäger Theodore Roosevelt. |                                        |                                               | |                   |
| 3 | Die Gefahren der Liebe                 | The Perils of Cupid                           | Verbotene Gefühle/Florence, May 1908 und Die Prinzessin auf dem Eis/Vienna, November 1908                       | 1908              |
| Auf der Reise der Jones’ durch die Toskana verliebt sich Giacomo Puccini in Indys Mutter, was zu einem großen Problem wird. Auf der Reise mit seiner Familie gelangt Indy weiter nach Österreich. Dort verliebt er sich in Prinzessin Sophie, die Tochter von Erzherzog Franz Ferdinand. Bis auf Sigmund Freud, Carl Jung und Alfred Adler rät ihm sein gesamtes Umfeld, seine Gefühle zu unterdrücken. |                                        |                                               | |                   |
| 4 | Die Reise mit Dad                      | Travels with Father                           | Indiana Jones und die Reise mit Dad/Russia, 1910 und Athens, 1910                                               | 1910              |
| Im Jahre 1910 auf der Reise der Familie Jones erreicht Indy Russland. Als er auf sein Zimmer geschickt wird, flieht er heimlich und trifft so auf Leo Tolstoi. In Griechenland reist Anna Jones mit der kranken Miss Seymour an einen Kurort. Währenddessen reist Indy mit seinem Vater in ein Kloster. Als sie mit dem Fahrstuhl vom Kloster auf einem Berg herunterfahren möchten, bleibt der Aufzug stecken und löst sich in seine Bestandteile auf. |                                        |                                               | |                   |
| 5 | Die Reise der Strahlen                 | Journey of Radiance                           | Die Lehren des Krishnamurti/Benares, January 1910 und Die Nadeln des Doktor Wen Chiu/Peking, March 1910         | 1910              |
| Während des Aufenthalts der Familie Jones in Indien lernt Indy den jungen Jiddu Krishnamurti kennen, der von der Theosophischen Gesellschaft zum neuen Weltlehrer ausgerufen wurde. Krishnamurti erklärt Indy die Geheimnisse der Theosophie und spricht mit ihm über den Kern aller Religionen. Auf der Reise durch China mit Miss Seymour und seiner Mutter erkrankt Indy schwer. Da zunächst kein westlicher Arzt verfügbar ist, kümmert sich ein Spezialist der traditionellen chinesischen Medizin um ihn und rettet ihn mittels einer Akupunktur-Behandlung. |                                        |                                               | |                   |
| 6 | In der Mexikanischen Revolution        | Spring Break Adventure                        | Das Traumauto/Princeton, February 1916 und Der Fluch der Mumie/Mexico, March 1916                               | 1916              |
| Im Jahr 1916 lebt Indy mit seinem Vater in Princeton, als aus dem Labor von Thomas Alva Edison ein geheimer Plan einer elektrischen Autobatterie gestohlen wird. Sofort machen sich Indy und seine Freundin Nancy daran, die Diebe zu fangen. In den Ferien reist Indy mit seinem Cousin zur Grenze nach Mexiko, um sich zu vergnügen. Dort wird Indy von mexikanischen Revolutionären um Pancho Villa entführt und begegnet seinem späteren Freund Remy. Dabei trifft er einen Mörder wieder, den er 1909 in Ägypten enttarnen half. |                                        |                                               | |                   |
| 7 | Das süße Liebeslied                    | Love’s Sweet Song                             | Der Osteraufstand/Ireland, April 1916 und Kampf der Frauen/London, May 1916                                     | 1916              |
| Am Vorabend des Osteraufstands kommen Indy und Remy nach Irland. Indy jobbt in einer Kneipe und erfährt von den Problemen der Irish Volunteers. Indy und Remy melden sich während des Suffragettenaufstands in London für das Militär und Indy verliebt sich in eine Suffragette, mit der er seine ehemalige Lehrerin Miss Seymour in Oxford besucht. |                                        |                                               | |                   |
| 8 | In der Hölle mit Charles De Gaulle     | Trenches of Hell                              | Die Schlacht an der Somme/Somme, Early August 1916 und Die Ausbrecherkönige/Germany, Mid-August 1916            | 1916              |
| Ausgerechnet als die Schlacht an der Somme beginnt, landen Indy und Remy dort. Ihre Einheit ist einem ehrgeizigen Franzosen unterstellt, der in die Geschichte eingehen will. Am Ende wird Indy von den Deutschen gefangen genommen. Indy lernt im Gefangenenlager einen jungen französischen Offizier namens Charles de Gaulle kennen, mit dem er fliehen will. |                                        |                                               | |                   |
| 9 | Die Dämonen der Täuschung              | Demons of Deception                           | 1.05 Felder des Todes/Verdun, September 1916 und 2.19 Mata Hari/Paris, October 1916                             | 1916              |
| Indy und Remy kommen in Verdun an und erleben den Schrecken des Ersten Weltkrieges hautnah mit. In Paris begegnet Indy später Mata Hari, mit der er seine erste sexuelle Erfahrung erlebt. Dadurch gerät er ins Visier der Geheimpolizei, die gegen sie wegen Spionage ermittelt. |                                        |                                               | |                   |
| 10 | Die Jagd nach dem Geisterzug           | The Phantom Train of Doom                     | Indiana Jones und der Geisterzug des Todes/German East Africa, November 1916                                    | 1916              |
| Indy und Remy lassen den Ersten Weltkrieg in Europa hinter sich und werden an den Kriegsschauplatz Ostafrika versetzt. Im Hafen von Mombasa in Britisch-Ostafrika, dem heutigen Kenia, angekommen, sollen sie mit der Uganda-Bahn zu ihrer belgischen Einheit an den Viktoriasee fahren, nehmen jedoch mehrfach den falschen Zug und stoßen schließlich zu einer britischen Freiwilligeneinheit, die ausschließlich aus alten Männern besteht und unter dem Kommando von Captain Frederick Courteney Selous stehen. Selous hat den Auftrag ein Spezialteam zusammenzustellen und damit zu General Sparks zu stoßen, der an der Küste unter Belagerung durch die Deutschen steht. Als sie erfahren, dass Indy fließend Deutsch spricht, nehmen sie ihn und Remy mit. Am Strand angekommen eröffnet General Sparks, dass seine Truppen aus dem Hinterland von einer Art Wunderwaffe angegriffen werden, deren Geschosskrater 40 Meter breit sind, groß genug für eine Schiffskanone – tatsächlich aber erfolgen die Schüsse aus dem Hinterland. Selous Männer sind sich sicher, dass die Deutschen eine 38-cm-Schnelladekanone L/45 auf einen Eisenbahnzug montiert haben und bekommen den Auftrag, den Zug zu finden und auszuschalten. Indy ist gezwungen mitzukommen. Schließlich finden sie das Eisenbahngeschütz, das in einer in den Berg geschlagenen Höhle versteckt wird. Da der Zeitzünder versagt, müssen sie noch einmal auf den Zug, der die Höhle bereits wieder verlässt, zurück. Aufgrund eines Fehlers von Indy explodiert der Sprengstoff nicht, woraufhin Indy sich entschließt den Zug stattdessen den Deutschen zu stehlen, doch werden sie von den Deutschen gestoppt. Captain Selous, einem meisterhaften Scharfschützen, gelingt es die Kanone schließlich doch zu zerstören, indem er aus der Entfernung das Dynamit mit einem Gewehrschuss trifft. Siegreich kehren die Helden zu General Sparks zurück. Nach der erfüllten Mission der Zerstörung des Geisterzuges hat General Sparks einen neuen Auftrag für Frederick Courteney Selous Männer: Sie sollen Paul von Lettow-Vorbeck, den Kommandeur der deutschen Truppen in Deutsch-Ostafrika finden und gefangen nehmen. Auf dem Weg zu ihrem Ziel, als Siedler getarnt, nehmen sie eine deutsche Kurierin gefangen. Kurz darauf werden sie von den Deutschen enttarnt, festgenommen und zu von Lettow-Vorbeck gebracht. Es gelingt ihnen jedoch sich zu befreien und von Lettow-Vorbeck gefangen zu nehmen. Als es zum Kampf im Lager kommt, fliehen Indy und Remy mit ihrem Gefangenem in einem Ballon, verfolgt von deutschen Truppen, denen sie zunächst entkommen, bis sie von Jagdflugzeug abgeschossen werden und sich durch die afrikanische Savanne kämpfen. Als die Deutschen sie doch einholen, lassen von Indy und Remy ihren Gefangenen frei und treffen wenig später Selous Männer wieder. |                                        |                                               | |                   |
| 11 | Oganga, Herr über Leben und Tod        | Oganga, The Giver and Taker of Life           | Am Todesfluss/German East Africa, December 1916 und Der Urwalddoktor/Congo, January 1917                        | 1916–1917         |
| Indy und Remy werden auf eine gefährliche Mission quer durch Afrika geschickt, bei der ihre Einheit durch Krankheiten und Angriffe fast völlig aufgerieben wird. Auf dem Weg zurück erkranken sie, doch Albert Schweitzer rettet sie. |                                        |                                               | |                   |
| 12 | Der Angriff des Roten Barons           | Attack of the Hawkmen                         | Indiana Jones und der Rote Baron/Ravenelle, Germany 1917 und Ahlgorn, Germany 1917                              | 1917              |
| Indy und Remy treten dem französischen Geheimdienst bei. Getrennt von seinem Freund geht Indy als Luft-Fotograf zu einem Fliegerkommando. Während eines Fluges wird er von den Deutschen abgeschossen, gefangen genommen und trifft auf Manfred von Richthofen, den Roten Baron. Indy kann entkommen und bekommt den Auftrag, in Norddeutschland Anthony Fokker dazu zu bringen, für Frankreich zu arbeiten. Doch da taucht sein alter Feind, der Rote Baron, wieder auf. |                                        |                                               | |                   |
| 13 | In geheimer Mission: Spion gegen Spion | Adventures in the Secret Service              | Im Auftrag seiner Majestät/Austria, March 1917 und Geburtstag in St. Petersburg/Petrograd, July 1917            | 1917              |
| Indy bringt zwei österreichische Prinzen nach Wien, um dem Ersten Weltkrieg durch einen Separatfrieden mit Österreich ein schnelles Ende zu bereiten. Anschließend wird Indy an die französische Botschaft nach St. Petersburg geschickt, wo er dabei helfen soll, die verbündete bürgerliche Regierung Kerensky an der Macht zu halten, die Russland im Krieg halten will. Doch er ist zwiegespalten, weil er sich mit jungen Bolschewiken anfreundet, die Russland aus dem Krieg heraushalten wollen. |                                        |                                               | |                   |
| 14 | Spionage-Eskapaden                     | Espionage Escapades                           | Der Eunuch von Barcelona/Barcelona, May 1917 und Kein Anschluss unter dieser Nummer/Prague, August 1917         | 1917              |
| Als Agent für die Alliierten soll Indy Spanien dazu bringen, in den Ersten Weltkrieg einzutreten, wozu er und weitere Agenten eine komplizierte Intrige einfädeln. Später wird Indy auf eine Mission nach Prag geschickt. Während er sich in der Bürokratie verzweifelt darum bemüht, einen Telefonanschluss zu bekommen, freundet er sich mit Franz Kafka an. |                                        |                                               | |                   |
| 15 | Die Wüstenteufel                       | Daredevils of the Desert                      | Die Brunnen von Beʾer Scheva/Palestine, October 1917 und (bis dahin unveröffentlicht) Palestine, October 1917   | 1917              |
| Im dritten Kriegsjahr des Ersten Weltkrieges wird Indy auf Vorschlag von T. E. Lawrence als Agent ins osmanische Beʾer Scheva geschickt. Dort soll er die Brunnen vor der Zerstörung bewahren, damit die britischen Truppen, die einen Überraschungsangriff planen, bei der Ankunft auch Wasser zum Trinken vorfinden. Dabei freundet er sich mit australischen Soldaten an. |                                        |                                               | |                   |
| 16 | Liebe und Fremdenlegion                | Tales of Innocence                            | Morocco, 1917 (bis dahin unveröffentlicht) und Giulietta und die Kavalliere/Northern Italy, June 1918           | 1917/1918         |
| Als Indy nach Italien im Jahre 1918 kommt, verliebt er sich in eine junge Italienerin und lernt Ernest Hemingway kennen, den er um Rat bittet, wie er ihr Herz erobern kann. Es stellt sich heraus, dass gerade Hemingway einer seiner Rivalen ist, aber die Italienerin entscheidet sich für einen Dritten. Nachdem Indy von einer Kriegsverletzung geheilt ist, wird er zur Fremdenlegion nach Marokko entsandt, um dort einen Waffenschieber in den eigenen Reihen zu enttarnen. |                                        |                                               | |                   |
| 17 | Von Istanbul nach Transsilvanien       | Masks of Evil                                 | Der Fürst des Schreckens/Transylvania, January 1918 und Der Wolf von Istanbul/Istanbul, September 1918          | 1918              |
| Kurz vor Kriegsende führt eine Spionagemission Indy nach Istanbul. Dort verliebt er sich in die hübsche Molly, doch sie darf von seiner Geheimidentität nichts erfahren. Indy hat den Auftrag, mit dem populären General Mustafa Kemal Pascha über einen Separatfrieden mit der Türkei zu verhandeln. Später soll Indy das Verschwinden von Agenten in Transsilvanien untersuchen. Diese wurden, wie sich später herausstellt, von General Targo entführt. Bei seiner Suche gelangt Indy auch zur Burg eines Vampirs, nämlich die von Vlad Ţepeş. |                                        |                                               | |                   |
| 18 | Der Schatz des Königs                  | Treasure of the Peacock’s Eye                 | Indiana Jones und der Diamant im Pfauenauge/London/Egypt, November 1919 und South Pacific, November 1919        | 1919              |
| Indy und Remy wollen nach dem Ende des Ersten Weltkrieges ein letztes Abenteuer bestehen: als Schatzjäger suchen sie einen Diamanten, der einst Alexander dem Großen gehörte. Dabei hilft ihnen der Archäologe Howard Carter. Als Indy und Remy das Kästchen mit dem Diamanten gefunden haben, geraten sie im Pazifik auf eine Insel mit „Eingeborenen“, von denen sie gefangen genommen werden. Sie treffen auf den Ethnologen Bronislaw Malinowski und freunden sich mit ihm an. Doch der Diamant droht ihre Freundschaft zu zerstören. |                                        |                                               | |                   |
| 19 | Der Wind der Veränderung               | Winds of Change                               | Der bittere Sieg/Paris, May 1919 und Princeton, July 1919 (bis dahin unveröffentlicht)                          | 1919              |
| Indy kommt als Übersetzer nach Versailles, wo er bei der Unterzeichnung des bekannten Vertrags anwesend ist. Dort trifft er seinen Freund T. E. Lawrence und dessen Bekannte, die Orientalistin Gertrude Bell und den Historiker Arnold J. Toynbee – die deutlich machen, dass dieser Vertrag der Auftakt für einen noch schlimmeren Krieg mit Deutschland sein wird. Anschließend kehrt Indy in die USA zurück, wo er sich mit seinem emotional distanzierten Vater auseinandersetzt, seiner Jugendliebe Nancy und seinem Jugendfreund Paul Robeson begegnet, eine kurze Liebelei mit einer angehenden Medizinstudentin beginnt und bei einem Ferienjob in der Werkstatt des Raketenpioniers Robert Goddard über die Unaufhaltsamkeit des technischen Wandels spricht. |                                        |                                               | |                   |
| 20 | Der Al Capone Blues                    | Mystery of the Blues                          | Der Junge mit dem Saxophon/Chicago, April 1920 und Gangsterkrieg in Chicago/Chicago, May 1920                   | 1920              |
| Der Film beginnt mit Harrison Ford als 51-jährigem Indiana Jones, der als Erzähler der Rahmenhandlung fungiert. Indy geht ans College in Chicago, wo er mit seinem Freund Eliot Ness studiert. Doch anstatt zu lernen, tummelt er sich nachts in Lokalen und arbeitet tagsüber als Kellner. Dort lernt er Sidney Bechet kennen, der Indy den Jazz beibringt. So trifft er auch Louis Armstrong. Als Indys Chef ermordet wird, macht er sich mit Eliot und Ernest Hemingway auf, Al Capone und John Torrio zu fangen. Allerdings werden diese von korrupten Polizisten gedeckt. |                                        |                                               | |                   |
| 21 | Der Skandal von 1920                   | Scandal of 1920                               | Drei Herzdamen/New York, June 1920 und Skandal am Broadway/New York, July 1920                                  | 1920              |
| Indy kommt im Jahr 1920 in New York an den Broadway, wo er den jungen George Gershwin kennenlernt. Später beginnt Indy Romanzen mit drei jungen Frauen gleichzeitig, eine davon die Tochter eines Geldgebers der Broadway-Produktion. |                                        |                                               | |                   |
| 22 | Intrigen in Hollywood                  | Young Indiana Jones and the Hollywood Follies | Indiana Jones und die Verrückten von Hollywood/Hollywood, August 1920                                           | 1920              |
| Indy bekommt nach seiner Entlassung am Broadway den Auftrag, in Hollywood den extrovertierten Regisseur Erich von Stroheim zu stoppen, der die Produktionskosten eines Films in astronomische Höhen treibt, doch dieser kämpft mit unfairen Mitteln. Nachdem er an von Stroheim gescheitert ist, wird Indy Schauspieler in einem Western von John Ford. Unterstützt werden die beiden von der Westernlegende Wyatt Earp. Indy verliebt sich und macht weitere Erfahrungen mit einer offenen Beziehung. |                                        |                                               | |                   |